# 圣农集团
圣农集团（英語：Sunner Group）是中国一家全产业链食品加工企业，成立于1983年，总部位于福建省光泽县十里铺。2009年10月21日，该集团旗下子公司圣农发展在深圳证券交易所上市。
2021年9月26日，圣农集团投资4.8亿元在福建省浦城县建设的2家食品厂均已投产，共计将增加年产能6万吨，实现年销售额13亿元。